# Hotseat (multiplayer)
Hotseat of hot seat is een vorm van multiplayer bij turn-based strategy en andere types computerspellen die twee spelers of meer in staat stelt om op hetzelfde apparaat om de beurt het spel te spelen. De benaming hotseat vindt zijn oorsprong in het wisselen van stoel met degene die achter de computer zat.
Door hotseat kunnen spelers een multiplayergame spelen met slechts een kopie van het spel of met slechts een (spel)computer. Omdat deze manier van spelen meestal per definitie als turn-based gezien wordt, is het aannemelijk dat de lengte van het spel langer is dan dat van een 'real-time networked' spel. Sommige games laten zowel spelers die gebruikmaken van hotseat als netwerkspelers samen in hetzelfde spel spelen, met behoud van beurtelings spelen.